# Записки Мальте Лауридса Бригге
«Записки Мальте Лауридса Бригге» (нем. Die Aufzeichnungen des Malte Laurids Brigge) — единственный роман, написанный Райнером Марией Рильке. Работа, которая была завершена в Париже между 1908 и 1910 г., была опубликована в 1910 г. Произведение представляет собой дневник, разделенный на две тетради, в которые главный герой записывает свои мысли. Роман полуавтобиографичен и написан в экспрессионистском стиле. 
В «Записках» обнаруживается «синтезирующий тип изложения»: от признака к сущности. 
Роман Рильке во многом является откликом на произведения современной живописи и скульптуры.
Пахомова И. В.: «Страницы, написанные в реалистической манере, соседствуют здесь с неоромантическими традициями письма, которые трансформируются в ещё только предвосхищавшийся тогда экспрессионизм. Некоторые фразы романа читаются как стиховые, отдельные фрагменты повествования являют собой ритмизированную прозу».
Роман переведён на русский язык в 1988 году Еленой Суриц.